# Кристофер (герцог Шлезвига)
Кри́стофер Вальдемарсен (дат. Christopher Valdemarsen; ок. 1150 — 15 июня 1173) — датский аристократ, внебрачный сын короля Дании Вальдемара I. Герцог Шлезвига в 1167—1173 годах.

## Биография
Кристофер был внебрачным сыном короля Дании Вальдемара I от неизвестной наложницы Тове. В 1167 году после ареста Буриса Хенриксена получил от отца титул герцога Шлезвига. Участвовал в походе на вендов и завоевании Рюгена, где воевал под командованием епископа Роскильде Абсалона. 
Скоропостижно скончался 15 июня 1173 года в довольно молодом возрасте — ему было около 23 лет.